# なかの綾
なかの 綾（なかの あや、本名：中野 綾、1985年5月7日 - ）は京都府京都市上京区出身の歌手。

## 来歴
京都・西陣の織屋の娘として生まれる。10歳から京都市少年合唱団に在籍。18歳から祇園のジャズクラブ、Repos（ラポー）で専属シンガーとして歌い始める。2010年、デビューアルバム『ずるいひと』をリリース。限定リリースした7インチシングルは各レコードショップのチャート1位を独占するなど、DJ/クラブシーンからも絶大なる人気を得る。クラブキング主催のイベント「黒い歌謡曲」にて近田春夫、リリー・フランキーと共演。2011年、WOWOWで放映された「R60 スネークマンショー」に出演。桑原茂一の演出で伊武雅刀、小林克也と共演。2012年4月、アルバム『ずるいひと』をアナログで限定リリース、発売初日でメーカー在庫が完売。ティンバレス奏者ウィリー・ナガサキのアルバム『ミッドナイト・ルンバ』収録曲の「別れのマンボ」にゲスト参加。同曲が有線インディーズ総合チャート（週間）で1位を獲得。
2013年6月、NHK歌謡コンサートに出演。7月、ユニバーサルシグマからミニ・アルバム『へたなうそ』でメジャー・デビュー。12月、ジャズ専門誌「JAZZ JAPAN」1月号の表紙を飾る。2014年9月、アルバム『わるいくせ』をリリース。2015年4月、アルバム『わるいくせ』をアナログで限定リリースし、発売初日でメーカー在庫が完売。現在、FMヨコハマにて毎週水曜日24:00から放送されるレギュラー番組「今夜もおきばりさん!」のメイン・ラジオパーソナリティを務める。

## 作品

### アナログ

#### 7インチ
| 発売日         | タイトル             | 規格品番 | 収録曲                                    | 備考 |
| -------------- | -------------------- | -------- | ----------------------------------------- | ---- |
| 2010年11月10日 | ラストメトロ         | HCR-9649 | A面：ラスト・メトロ B面：恋におちて       |      |
| 2013年7月24日  | ホテル               | HCR-9661 | A面：ホテル B面：ラブ・イズ・オーヴァー   |      |
| 2014年6月25日  | ちょっと待って下さい |          | A面：ちょっと待って下さい B面：すずめの涙 |      |

#### 12インチ
- ずるいひと (2012.04.04)

A1：氷雨
A2：恋におちて
A3：黄昏のビギン
A4：経験
A5：愛人
B1：ラスト・メトロ
B2：ズルい女
B3：ウナ・セラ・ディ東京
B4：舟唄
B5：女とお酒のぶるーす
B6：逢いたくて逢いたくて
- わるいくせ  (2015.04.29)

A1：ワン・レイニー・ナイト・イン・トーキョー
A2：別れても好きな人
A3：雨の慕情
A4：二人でお酒を
A5：メモリーグラス
B1：ウイスキーが、お好きでしょ with 川上つよしと彼のムードメイカーズ
B2：セカンド・ラブ
B3：さよならイエスタデイ
B4：心のこり
B5：NEVER SAY GOODBYE ちょっと待って下さい with バンバンバザール

### CD
| 発売日         | タイトル                     | 規格品番  | 収録曲 | 備考                           |
| -------------- | ---------------------------- | --------- | --- | ------------------------------ |
| 2010年11月24日 | ずるいひと                   | VSCD-9705 | 1. 氷雨 2. 恋におちて 3. 黄昏のビギン 4. 経験 5. 愛人 6. ラスト・メトロ 7. ズルい女 8. ウナ・セラ・ディ東京 9. 舟唄 10. 女とお酒のぶるーす 11. 逢いたくて逢いたくて |                                |
| 2013年7月24日  | へたなうそ                   | UMCK-1454 | 1. ラヴ・イズ・オーヴァー 2. 私はピアノ 3. つぐない 4. ホテル 5. すずめの涙 6. 誰より好きなのに 7. 恋におちて -Fall in love- | オリコン最高198位              |
| 2014年9月3日   | わるいくせ                   | UMCK-1490 | 1. ワン・レイニー・ナイト・イン・トーキョー 2. 別れても好きな人 3. 雨の慕情 4. 二人でお酒を 5. メモリーグラス 6. ウイスキーが、お好きでしょ with 川上つよしと彼のムードメイカーズ 7. セカンド・ラブ 8. さよならイエスタデイ 9. 心のこり 10. NEVER SAY GOODBYE ちょっと待って下さい with バンバンバザール                                     | オリコン最高196位              |
| 2016年6月15日  | エメラルド・イン・パラダイス | HCCD-9573 | 1. じゅうくはたち 2. シャングリラ 3. KISS feat.CENTRAL 4. 午前2時では早過ぎて 5. エピソード1 6. スキャンダル 7. 曲がれない角 8. グッド・バイ・マイ・ラブ 9. I’m Still Fallin In Love 10. またひとりになって | オリコン最高215位              |
| 2018年6月20日  | ダブルゲーム                 | HCCD-9599 | 1. いらっしゃいませ～ウイスキーが、お好きでしょ 2. スナック鯉～エピソード2 3. 抱いてくれたらいいのに 4. あたしはあんたのクスリじゃない 5. かもめはかもめ 6. アサミのブルース 7. そろそろいっとく?～涙の太陽 8. 涙の太陽(Crying in a Storm) 9. ボーイ・アンド・ガール 10. ギリギリの関係 11. にがい涙 12. Proud Mary feat.Yoshio “Barry” Sato | オリコン最高290位              |
| 2022年9月10日  | いちまいめ                   |           | 1. ラストダンスは私に 2. 寝コロコロカーノ 3. ブレーメンはゆく 4. 待ち合わせ 5. 君に、胸キュン。 6. 君は天然色 7. レイジー・ボーンズ 8. 異邦人 9. 扉 | 「なかのあやとブレーメン」名義 |

## ライブ
- 毎月第1水曜日　なかの綾リサイタル (2014年1月まで毎月第1木曜日)

- 2012年12月17日(月)／at 青山CAY
- 2013年
  - 5月20日(月)／at 青山CAY
  - 9月10日(火)／『へたなうそ』発売記念 at 青山CAY
  - 12月17日(火)／ at 青山CAY
- 2014年
  - 1月18日(土)／ディナー・ショー at Repos
  - 1月19日(日)／ ワンマンライブ at VOXhall
  - 3月19日(水)／リサイタル at JZ Brat SOUND OF TOKYO
  - 12月12日(金)／「ひとりうた」ライブ in 松山

## 出演

### ラジオ
- 今夜もおきばりさん（横浜エフエム放送 毎週水曜日　24:00 - ）

### テレビ
- 2013年6月4日　NHK歌謡コンサート